# Liste von Schiffen der türkischen Marine

Dienstflagge der Seestreitkräfte

Diese Liste enthält Kriegsschiffe der türkischen Marine. Die Liste ist nach Schiffstypen und -klassen geordnet, hinter deren Namen jeweils eine Schiffsliste dieser Klasse folgt. Frühere Namen und Kennungen sind in Klammern hinter die gültigen Namen und Kennungen in der Klasse gesetzt.
In Dienst befindliche Schiffstypen und -klassen bzw. Einheiten sind blau unterlegt.

## Überwasser-Kampfschiffe

### Kampfschiffe
| Großkampfschiffe und Kreuzer | Großkampfschiffe und Kreuzer | Großkampfschiffe und Kreuzer              | Großkampfschiffe und Kreuzer | Großkampfschiffe und Kreuzer | Großkampfschiffe und Kreuzer |
| Klasse                       | Schiffe                      | Schiffe                                   | Schiffe                      | Typ                          | Bild                         |
| Klasse                       | Kennung                      | Name                                      | Dienstzeit00                 | Typ                          | Bild                         |
| ---------------------------- | ---------------------------- | ----------------------------------------- | ---------------------------- | ---------------------------- | ---------------------------- |
| Moltke-Klasse                |                              | Yavuz (ex-Yavuz Sultan Selim) (ex-Goeben) | 1923–1950                    | Schlachtkreuzer              |                              |
| Peyk-i Şevket-Klasse         |                              | Peyk Berk                                 | 1924–1944 1924–1945          | Torpedokreuzer               |                              |

### Zerstörer
| Zerstörer         | Zerstörer                                                   | Zerstörer | Zerstörer                                     | Zerstörer             | Zerstörer    |
| Klasse            | Schiffe                                                     | Schiffe | Schiffe                                       | Typ                   | Bild         |
| Klasse            | Kennung                                                     | Name | Dienstzeit00                                  | Typ                   | Bild         |
| ----------------- | ----------------------------------------------------------- | --- | --------------------------------------------- | --------------------- | ------------ |
| Samsun-Klasse     |                                                             | Samsun Taşoz Basra | 1923–1932                                     | Torpedobootszerstörer |              |
| Demirhisar-Klasse |                                                             | Demirhisar Sultanhisar Muavenet                                                                                             | 1942–1960 1946–1960                           |                       |              |
| O-Klasse          |                                                             | Gayret | 1946–1965                                     |                       |              |
| Gleaves-Klasse    | D 344 (DD-486) D 345 (DD-488) D 346 (DD-484) D 347 (DD-487) | Gaziantep (ex-USS Lansdowne) Giresun (ex-USS McCalla) Gelibolu (ex-USS Buchanan) Gemlik (ex-USS Lardner)                    | 1949–1973 0 1949–1973 0 1949–1976 0 1949–1974 |                       |              |
| M-Klasse          | D 348 0 D 349 0 D 350 0 D 351                               | Alp Arslan (ex-HMS Milne) Mareşal Fevzi Çakmak (ex-HMS Marne) Kılıç Ali Paşa (ex-HMS Matchless) Piyale Paşa (ex-HMS Meteor) | 1959–1971 0 1959–1971 0 1959–1971 0 1959–1972 |                       | Beispielbild |
| TF-2000-Klasse    |                                                             | | im Bau                                        |                       |              |

### Fregatten
| Fregatten                                     | Fregatten | Fregatten | Fregatten                                                                                     | Fregatten | Fregatten |
| Klasse                                        | Schiffe | Schiffe | Schiffe                                                                                       | Typ       | Bild      |
| Klasse                                        | Kennung | Name | Dienstzeit00                                                                                  | Typ       | Bild      |
| --------------------------------------------- | --- | --- | --------------------------------------------------------------------------------------------- | --------- | --------- |
| Berk-Klasse (mod. amerik. Claud-Jones-Klasse) | D 358 D 359 | Berk Peyk | 1972–? 1975–?                                                                                 |           |           |
| Köln-Klasse                                   | D 630 0 (F223) D 631 (F221) D 631 (F225)                                                                                | Gelibolu (ex-Gazi Osman Pasa) (ex-Karlsruhe) Gemlik (ex-Emden) Gemlik (ex-Braunschweig) | 1983–1994 0 1983–1992 0 1992–1994                                                             |           |           |
| Yavuz-Klasse (MEKO 200TN I)                   | F 240 F 241 F 242 F 243                                                                                                 | Yavuz Turgut Reis Fatih Yıldırım | seit 17. Juli 1987 seit 4. Februar 1988 seit 22. Juli 1988 seit 21. Juli 1989                 |           |           |
| Barbaros-Klasse (MEKO 200TN II)               | F 244 F 245F 246 F 247                                                                                                  | Barbaros OruçreisSalihreis Kemalreis | seit 25. März 1995 seit 10. Mai 1996seit 17. Dezember 1998 seit 8. Juni 2000                  |           |           |
| G-Klasse (amerik. Oliver-Hazard-Perry-Klasse) | F 490 (FFG 16) F 491 (FFG 20) F 492 (FFG 21) F 493 (FFG 30) F 494 (FFG 27) F 495 (FFG 19) F 496 (FFG 13) F 497 (FFG 15) | Gaziantep (ex-USS Clifton Sprague) Giresun (ex-USS Antrim) Gemlik (ex-USS Flatley) Gelibolu (ex-USS Reid) Gökceada (ex-USS Mahlon S. Tisdale) Gediz (ex-USS John A. Moore) Gökova (ex-USS Samuel E. Morison) Göksu (ex-USS Estocin) | seit 1997 0 seit 1997 0 seit 1998 0 seit 1999 0 seit 1999 0 seit 2000 0 seit 2002 0 seit 2003 |           |           |
| İstif-Klasse                                  | F 515 F 516 F 517 F 518 F 519 F 520 F 521 F 522                                                                         | Instanbul İzmir İçel İzmit Akdeniz Karadeniz Ege Marmara | seit 19. Januar 2024 Stapellauf 10. Januar 2025 Stapellauf 11. Januar 2025 im Bau geplant     |           |           |

### Korvetten
| Korvette                                        | Korvette                                                                            | Korvette | Korvette                                                                                         | Korvette | Korvette |
| Klasse                                          | Schiffe                                                                             | Schiffe | Schiffe                                                                                          | Typ      | Bild     |
| Klasse                                          | Kennung                                                                             | Name | Dienstzeit00                                                                                     | Typ      | Bild     |
| ----------------------------------------------- | ----------------------------------------------------------------------------------- | --- | ------------------------------------------------------------------------------------------------ | -------- | -------- |
| Burak-Klasse (franz. D’Estienne-d’Orves-Klasse) | F 500 (F 787) F 501 (F 783) F 502 (F 786) F 503 (F 781) F 504 (F 782) F 505 (F 788) | Bozcaada (ex-Commandant de Pimodan) Bodrum (ex-Drogou) Bandırma (ex-Quartier Maitre Anquetil) Beykoz (ex-D’Estienne d’Orves) Bartın (ex-Amyot d’Inville) Bafra (ex-Second Maitre le Bihan) | seit 2001 0 2002–2022 0 seit 25. Juli 2002 0 seit 2002 0 seit 26. Juni 2002 0 seit 24. Juli 2002 |          |          |
| Ada-Klasse                                      | F 511 F 512 F 513 F 514                                                             | Heybeliada Büyükada Burgazada Kınalıada | seit 28. September 2011 seit 28. September 2013 seit 2018 seit 2019                              |          |          |

### Schnell- und Patrouillenboote
| Schnellboote     | Schnellboote | Schnellboote | Schnellboote | Schnellboote                | Schnellboote |
| Klasse           | Schiffe | Schiffe | Schiffe | Typ                         | Bild         |
| Klasse           | Kennung | Name | Dienstzeit00 | Typ                         | Bild         |
| ---------------- | --- | --- | --- | --------------------------- | ------------ |
| Kartal-Klasse    | P 321 P 323 P 326 P 327                                                                                         | DENİZKUŞU ŞAHİN PELİKAN ALBATROS                                                                                                  | | Torpedoschnellboot          |              |
| Doğan-Klasse     | P 340 P 341 P 342 P 343                                                                                         | Doğan Martı Tayfun Volkan | seit 15. Juni 1977 1978–? seit 19. Juli 1979 seit 25. Juli 1981                                                                                              | Flugkörperschnellboot       |              |
| Rüzgar-Klasse    | P 344 P 345 P 346 P 347                                                                                         | Rüzgar Poyraz Gayret Fırtına | seit 17. Dezember 1984 seit 7. Februar 1986 seit 22. Juli 1988 seit 23. Oktober 1988                                                                         | Flugkörperschnellboot       |              |
| Yıldız-Klasse    | P 348 P 349 | Yıldız Karayel | seit 1996 seit 1997 | Flugkörperschnellboot       |              |
| Kilic-Klasse     | P-330 P-331 P-332 P-333 P-334 P-335 P-336 P-337 P-338                                                           | Kılıç Kalkan Mızrak Tufan Meltem İmbat Zıpkın Atak Bora                                                                           | seit 24. Juli 1998 seit 22. Juli 1999 seit 8. Juni 2000 seit 26. Juli 2005 seit 7. Juli 2006 seit 17. September 2007 seit 14. Januar 2009 seit 7. April 2010 | Flugkörperschnellboot       |              |
| Patrouillenboote | | | |                             |              |
| Klasse           | Schiffe | Schiffe | Schiffe | Typ                         | Bild         |
| Klasse           | Kennung | Name | Dienstzeit00 | Typ                         | Bild         |
| Tuzla-Klasse     | P-1200 P-1201 P-1202 P-1203 P-1204 P-1205 P-1206 P-1207 P-1208 P-1209 P-1210 P-1211 P-1212 P-1213 P-1214 P-1215 | Tuzla Karaburun Köyceğiz Kumkale Tarsus Karabiga Karşıyaka Tekirdağ Kaş Kilimli Türkeli Taşucu Karataş Karpaz Kdz.Ereğli Kuşadası | |                             |              |
| Hisar-Klasse     | P-1220 P-1221                                                                                                   | Akhisar Koçhisar | Stapellauf am 23. September 2023 | Patrouillenschiff (2.300 t) |              |

## U-Boote
| U-Boote                                                             | U-Boote | U-Boote | U-Boote | U-Boote | U-Boote |
| Klasse                                                              | Schiffe | Schiffe | Schiffe | Typ     | Bild    |
| Klasse                                                              | Kennung | Name | Dienstzeit00 | Typ     | Bild    |
| ------------------------------------------------------------------- | --- | --- | --- | ------- | ------- |
| Birinci-İnönü-Klasse                                                | | Birinci İnönü İkinci İnönü | 1928–1948 |         |         |
| Dumlupınar-Klasse                                                   | | Dumlupınar | 1931–1949 |         |         |
| Sakarya-Klasse                                                      | | Sakarya | 1931–1949 |         |         |
| U-Boot-Klasse I                                                     | | Gür | 1935–1947 |         |         |
| Saldıray-Klasse                                                     | | Saldıray Atılay Yıldıray | 1939–1958 1940–1942 1946–1958                                                                                            |         |         |
| Oruç-Reis-Klasse                                                    | | Oruç Reis Murat Reis Burak Reis | 1942–1957 1946–1957 |         |         |
| Balao-Klasse                                                        | S 330 (SS-330) S 331 (SS-326) S 333 (SS-333) D 6 (SS-325) S 335 (SS-402) S 346 (SS-410) S 339 (SS-323) S 333 (SS-346) S 341 (SS-344) | Birinci İnönü (ex-USS Brill) İkinci Inönü (ex USS Blueback) Çanakkale (ex-USS Bumper) Dumlupınar (ex-USS Blower) Burakreis (ex-USS Sea Fox) Birinci İnönü (ex-USS Threafin) Dumlupınar (ex-USS Caiman) İkinci Inönü (ex USS Corporal) Çanakkale (ex-USS Cobbler) | 1948–1972 0 1948–1973 0 1950–1976 0 1950–1953 0 1971–1996 0 1972–1998 0 1972–1983 0 1974–1996 0 1974–1998                |         |         |
| Tench-Klasse                                                        | S 338 (SS-418) S 340 (SS-421) | Uluçalireis (ex-USS Thornback) Cerbe (ex-USS Trutta) | 1972–2000 0 1973–1999 |         |         |
| Atilay-Klasse (U-Boot-Klasse 209/1200)                              | S 347 S 348 S 349 S 350 S 351 S 352                                                                                                  | Atilay Saldiray Batiray Yildiray Doganay Dolunay | 1976–2016 1977–2014 seit 1978 seit 1981 seit 1984 seit 1989                                                              |         |         |
| Piri-Reis-Klasse (amerik. Tang-Klasse)                              | S 243 (SS-563) S 242 (SS-567) | Piri Reis (ex-USS Tang) Hızır Reis (ex-USS Gudgeon) | 1980–2004 0 1983–2004 |         |         |
| Preveze-Klasse (U-Boot-Klasse 209/1400)                             | S 353 S 354 S 355 S 356S 357 S 358 S 359 S 360                                                                                       | Preveze Sakarya 18 Mart AnafartalarGür Çanakkale Burak Reis Birinci Inönü | seit 1994 seit 1995 seit 1998 seit 1999seit 2003 seit 2005 seit 2006 seit 2007                                           |         |         |
| Reis-Klasse (U-Boot-Klasse 214TN)                                   | S 330 S 331 S 332 S 333 S 334 S 335                                                                                                  | Piri Reis Hizir Reis Murat Reis Aydin Reis Seydi Ali Reis Selman Reis | seit 24. August 2024 Stapellauf 25. Mai 2023 Stapellauf 24. Juni 2024 im Bau seit 2019 im Bau seit 2020 im Bau seit 2022 |         |         |
| MILDEM-Projekt (Milli Denizaltı Projesi National Submarine Project) | | | |         |         |

## Minenabwehrfahrzeuge
| Minenabwehrfahrzeuge               | Minenabwehrfahrzeuge                                             | Minenabwehrfahrzeuge                                                                         | Minenabwehrfahrzeuge                                                                                       | Minenabwehrfahrzeuge | Minenabwehrfahrzeuge |
| Klasse                             | Schiffe                                                          | Schiffe                                                                                      | Schiffe | Typ                  | Bild                 |
| Klasse                             | Kennung                                                          | Name                                                                                         | Dienstzeit00                                                                                               | Typ                  | Bild                 |
| ---------------------------------- | ---------------------------------------------------------------- | -------------------------------------------------------------------------------------------- | --- | -------------------- | -------------------- |
| Felenk-Klasse                      |                                                                  | 3 Einheiten                                                                                  | | Minensuchboote       |                      |
| Seydi-Klasse                       |                                                                  | 5 Einheiten                                                                                  | | Minensuchboote       |                      |
| Engin-Klasse (franz. Circé-Klasse) | M 260 (M713) M 261 (M715) M 262 (M716) M 263 (M712) M 264 (M714) | Edincik (ex-Calliope) Edremit (ex-Circé) Enez (ex-Cérès) Erdek (ex-Cybèle) Erdemli (ex-Clio) | | Minenjagdboot        |                      |
| Aydin-Klasse                       | M 265 M 266 M 267 M 268 M 269 M 270                              | Alanya Amasra Ayvalık Akçakoca Anamur Akçay                                                  | seit 26. Juli 2005 seit 22. Juni 2007 seit 19. September 2007 seit 10. Oktober 2008 seit 15. Dezember 2008 | Minenjagdboot        |                      |

## Amphibische Schiffe

### Amphibische Angriffsschiffe
| Amphibische Angriffsschiffe | Amphibische Angriffsschiffe | Amphibische Angriffsschiffe | Amphibische Angriffsschiffe | Amphibische Angriffsschiffe                      | Amphibische Angriffsschiffe |
| Klasse                      | Schiffe                     | Schiffe                     | Schiffe                     | Typ                                              | Bild                        |
| Klasse                      | Kennung                     | Name                        | Dienstzeit00                | Typ                                              | Bild                        |
| --------------------------- | --------------------------- | --------------------------- | --------------------------- | ------------------------------------------------ | --------------------------- |
| Juan-Carlos-I-Klasse        | L400                        | Anadolu                     | seit 10. April 2023         | Amphibisches Angriffsschiff (Hubschrauberträger) |                             |

### Landungsschiffe
| Landungsschiffe  | Landungsschiffe | Landungsschiffe         | Landungsschiffe                        | Landungsschiffe      | Landungsschiffe                                                                                         |
| Klasse           | Schiffe         | Schiffe                 | Schiffe                                | Typ                  | Bild |
| Klasse           | Kennung         | Name                    | Dienstzeit00                           | Typ                  | Bild |
| ---------------- | --------------- | ----------------------- | -------------------------------------- | -------------------- | --- |
| Sarucabey-Klasse | NL123 NL124     | Sarucabey Karamürselbey | seit 17. Juli 1984 seit 19. Juni 1987  | Panzerlandungsschiff | |
| Osmangazi-Klasse | NL125           | Osmangazi               | seit 27. Juli 1994                     | Panzerlandungsschiff | TCG Osmangazi (NL-125) und TCG Sokullu Mehmet Paşa (A-577) in Barceloneta, Barcelona am 3. August 2003. |
| Bayraktar-Klasse | L402 L403       | Bayraktar Sancaktar     | seit 14. April 2017 seit 7. April 2018 | Panzerlandungsschiff | |

## Hilfsschiffe und sonstige Einheiten

### Versorgungsschiffe
| Versorgungsschiffe       | Versorgungsschiffe | Versorgungsschiffe                   | Versorgungsschiffe                             | Versorgungsschiffe | Versorgungsschiffe |
| Klasse                   | Schiffe            | Schiffe                              | Schiffe                                        | Typ                | Bild               |
| Klasse                   | Kennung            | Name                                 | Dienstzeit00                                   | Typ                | Bild               |
| ------------------------ | ------------------ | ------------------------------------ | ---------------------------------------------- | ------------------ | ------------------ |
| Akar-Klasse              | A 580 A 595        | Akar Yarbay Kudret Güngör            | seit 9. September 1987 seit 24. September 1995 | Flottentanker      |                    |
| Albay-Hakkı-Burak-Klasse | A 571 A 572        | Albay Hakkı Burak Yüzb İhsan Tulunay | seit 2000                                      | Tanker             |                    |
| Derya-Klasse             | A 1590             | Derya                                | seit 19. Januar 2024                           |                    |                    |

### Schulschiffe
| Schulschiffe       | Schulschiffe | Schulschiffe                | Schulschiffe | Schulschiffe                   | Schulschiffe |
| Klasse             | Schiffe      | Schiffe                     | Schiffe      | Typ                            | Bild         |
| Klasse             | Kennung      | Name                        | Dienstzeit00 | Typ                            | Bild         |
| ------------------ | ------------ | --------------------------- | ------------ | ------------------------------ | ------------ |
| Brandenburg-Klasse |              | Torgud Reis (ex-Weißenburg) | 1923–1933    | ehemaliges Panzerschiff        |              |
|                    |              | Hamidiye (ex-Abdül Hamid)   | 1925–1947    | ehameliger Geschützter Kreuzer |              |
|                    |              | Mecidiye                    | 1927–1947    | ehemaliger Geschützter Kreuzer |              |

### Schlepper
| Schlepper       | Schlepper         | Schlepper                  | Schlepper             | Schlepper        | Schlepper |
| Klasse          | Schiffe           | Schiffe                    | Schiffe               | Typ              | Bild      |
| Klasse          | Kennung           | Name                       | Dienstzeit00          | Typ              | Bild      |
| --------------- | ----------------- | -------------------------- | --------------------- | ---------------- | --------- |
| Powhatan-Klasse | A 590 (T-AFT-166) | Inebolu (ex-USNS Powhatan) | seit 26. Februar 2008 | Hochseeschlepper |           |